# Paraje de los Arroyones
El paraje de los Arroyones está formado por unas pequeñas elevaciones montañosas del término de Fuente Palmera fronterizas con Posadas. Poblada de encinas milenarias y rodeadas por el arroyo de los Picachos con flora y fauna autóctona. Habilitado con cocinas campestres, sirve de esparcimiento y diversión. Está dotado de una casa prevista para formación de jóvenes en materia agrícola, agua potable y diversas estructuras para el servicio humano.
Se trata del lugar de destino para la celebración anual de la Romería de San Isidro Labrador de Fuente Palmera en el fin de semana más cercano al 15 de mayo, así como otras fiestas eventuales concertadas (eventos musicales, fiestas juveniles, acampadas de asociaciones, etc.)

## Flora
- Acebuche
- Álamo
- Encina
- Palmito
- Esparraguera silvestre
- Adelfa
- Retama
- Enea
- Caña común
- Taraje
- Lentisco

## Fauna
- Conejo común
- Zorro común
- Abubilla
- Alondra común
- Mochuelo
- Liebre
- Alcaraván común
- Cigüeña blanca
- Rana común
- Pato
- Abeja
- Gallineta común
- Lagarto ocelado
- Culebra